# 北海道道675号立待岬函館停車場線

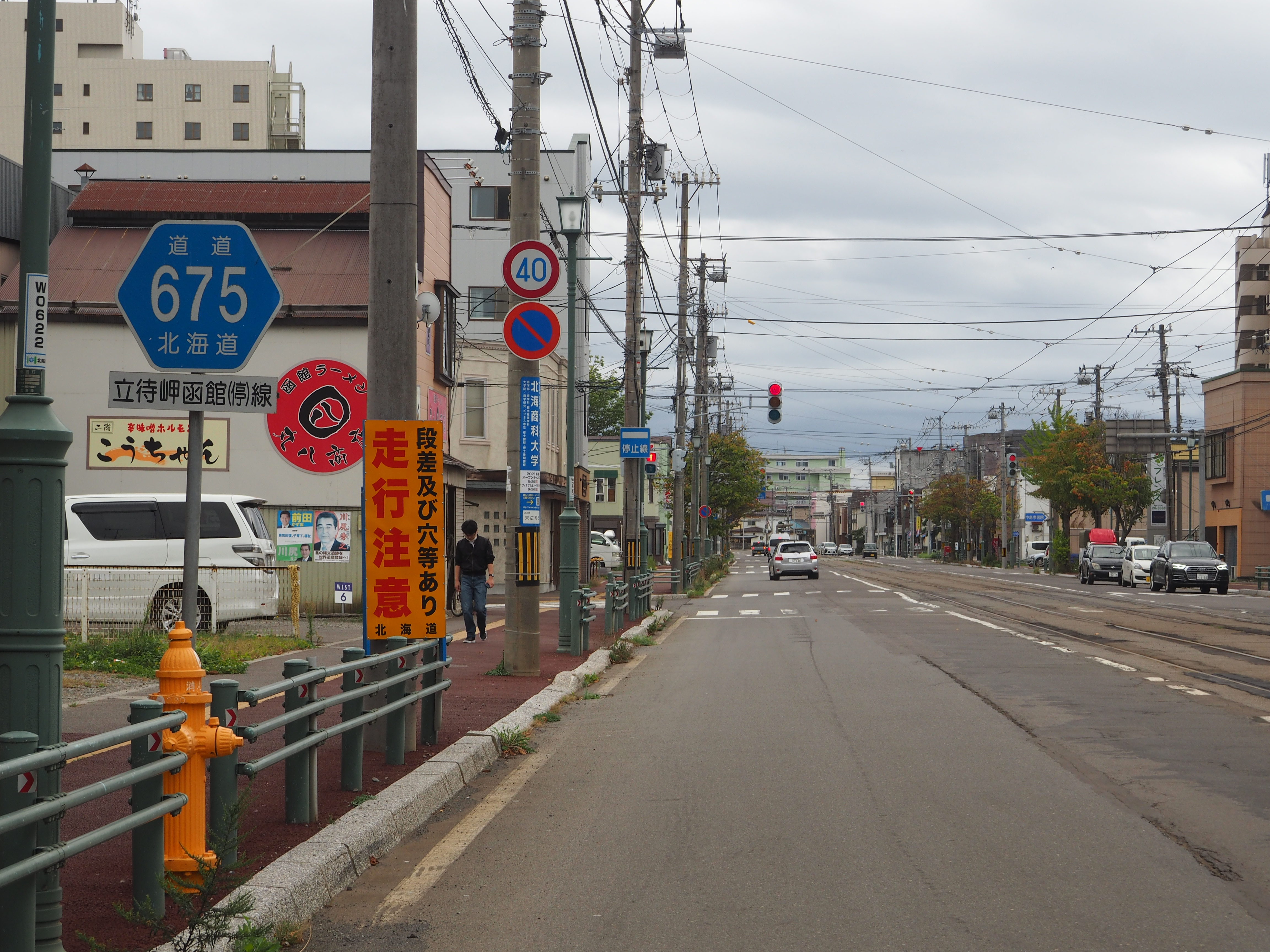
北海道道675号立待岬函館停車場線（十字街付近）

北海道道675号立待岬函館停車場線（ほっかいどうどう675ごう たちまちみさきはこだてていしゃじょうせん）は、北海道函館市内を結ぶ一般道道（北海道道）である。未開通区間及び冬期通行止め区間がある。供用済み区間の大部分は「函館山登山道」と呼ばれており、函館山山頂へのアクセスに利用される。

## 概要

### 路線データ
- 起点：北海道函館市函館山（立待岬）

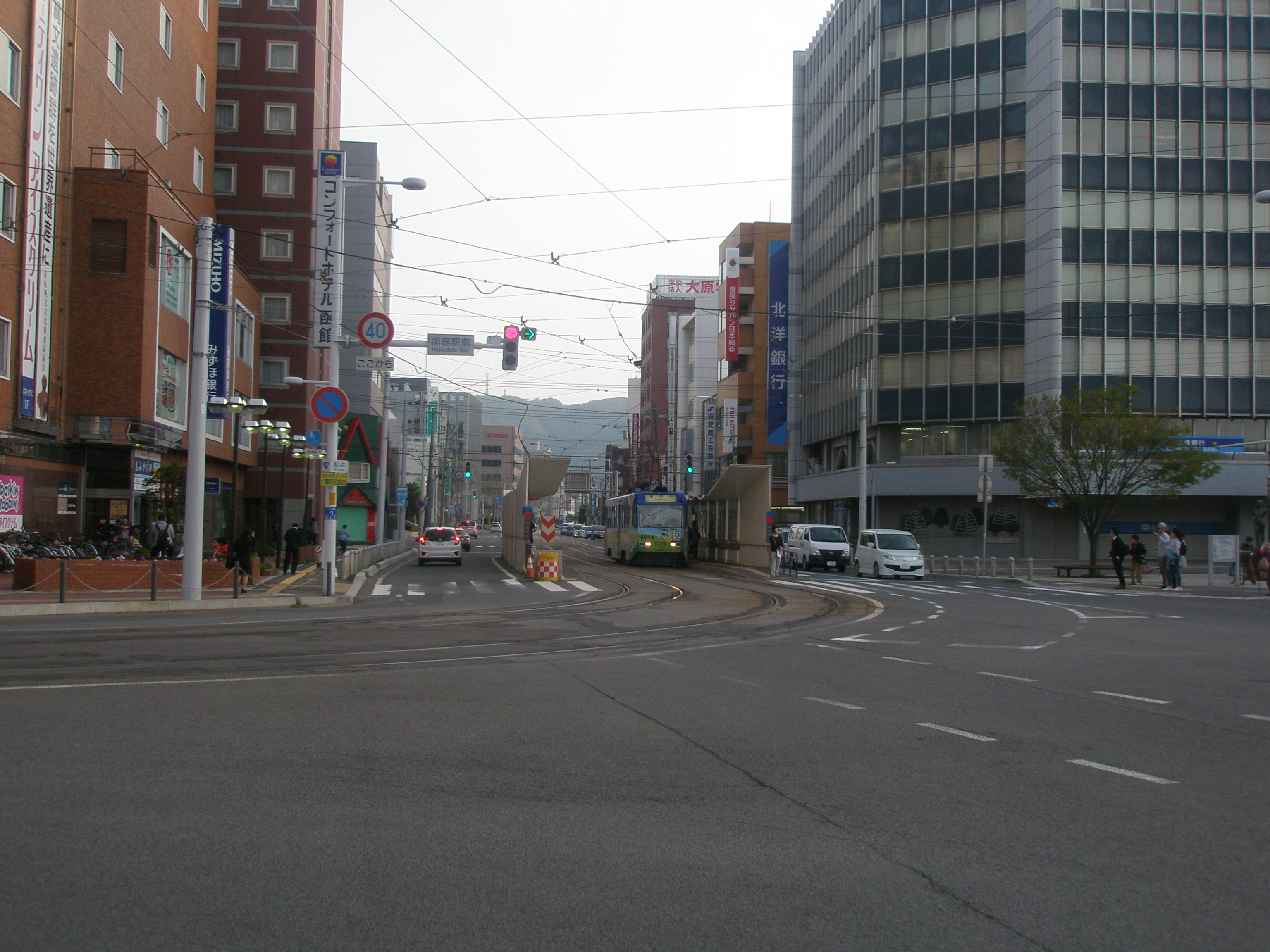
北海道道675号立待岬函館停車場線・終点（国道279号起点と重複、国道5号側から撮影）

- 終点：北海道函館市若松町（国道5号・国道278号交点、JR北海道 函館本線 函館駅）
- 総延長：10.625 km
- 実延長：6.981 km
- 重用延長：1.244 km
- 未供用延長：2.400 km
- 未舗装延長：2.170 km

## 歴史
- 1970年（昭和45年）3月31日 - 路線認定[1]。
- 1972年（昭和47年）6月21日 - 区域・決定[2][3]

## 路線状況

### 未開通区間
起点の函館市函館山（立待岬付近・市道谷地頭17号線交点）から函館市函館山の海上保安庁受信所付近までは未開通である。
この区間には、並行して函館市道谷地頭17号線と登山道（七曲りコース、地蔵山コース）があり、徒歩でこの区間を繋いで通行することは可能となっている。

#### 未開通区間に関する経緯
1970年（昭和45年）から建設されていた北海道道675号立待岬函館停車場線（当時は「函館停車場・立待岬線」と呼称）のうち、千畳敷見晴台から立待岬までの2.7 kmの施工の段階に入った時、函館山の植物群の全滅を危惧した「南北海道自然保護協会」が集めた9,303人の署名簿に反対意見を添えて北海道知事に中止を申し入れた。一方でこれとは逆に「函館市地域婦人団体協議会」が交通渋滞の解消のための早急な道路開削を決議して運動を始め、議論が二分する状況となった。議論が巻き起こる中、函館市は1973年（昭和48年）に「社団法人日本公園緑地協会」に「函館山基本計画報告書」の作成を委託し、これを受けて1980年（昭和50年）6月6日に「函館山緑地整備計画」を発表し、函館山全面積の1/3を保安林に指定するほか、既存道路の一部も含めた登山道路からのマイカー締め出しを目指すなど、保全を最優先とする考えを提起した。これにより、新しい周遊道路計画は姿を消す事となった。
立待岬から海上保安庁受信所にかけての区間は、道路建設は行われていないが図面上は計画線の記録が残る。

### 通行止区間

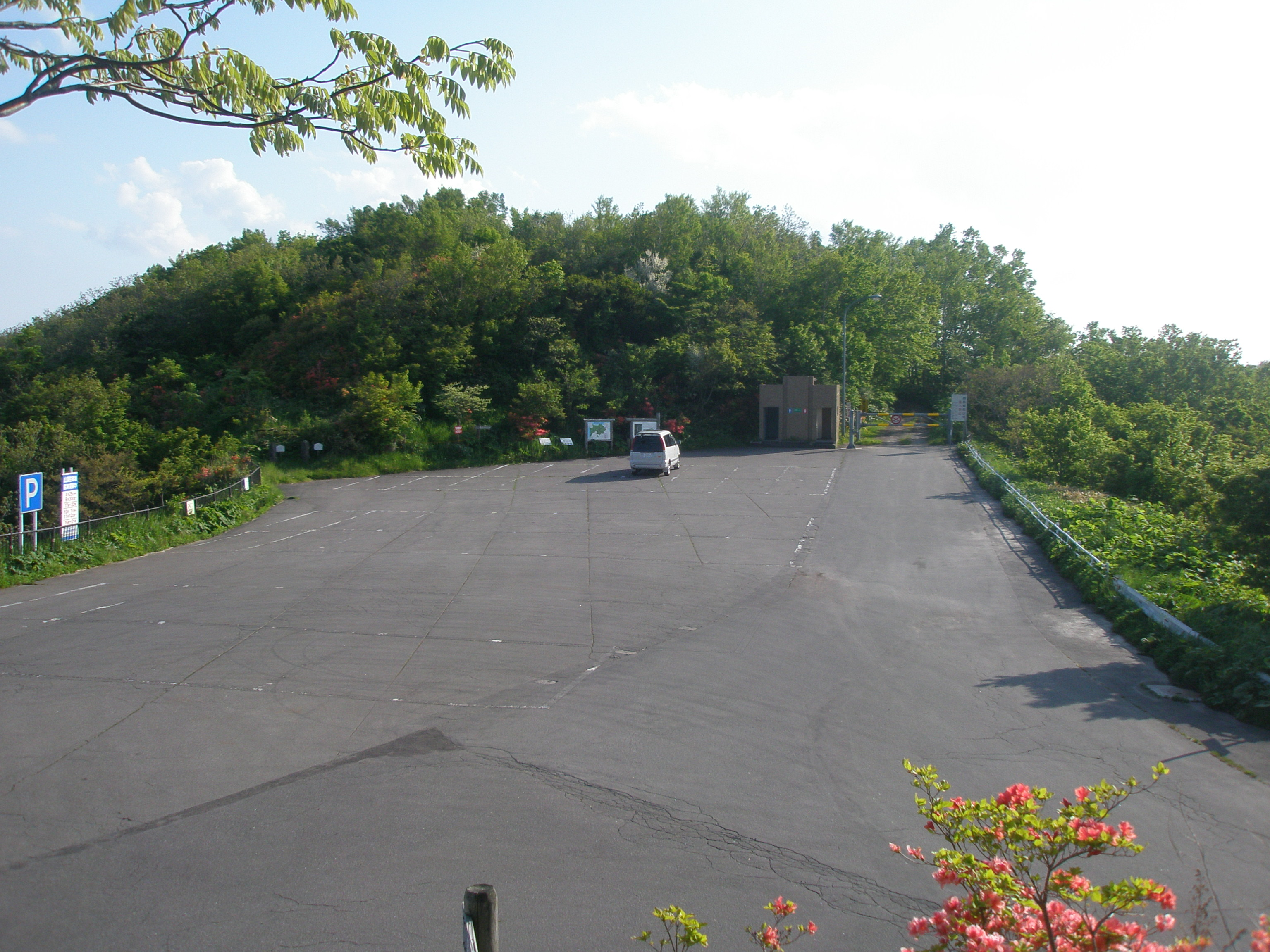
函館山山頂付近、通称・つつじ山駐車場の「ツツジ山ゲート」（駐車場右上側）から先は一般車両の通行が出来ない。

函館市函館山（海上保安庁受信所付近）からツツジ山ゲート（通称・つつじ山駐車場）まではゲートによって常時閉鎖されていて、一般車両の通行が出来なくなっているが、函館山登山道の「千畳敷コース」となっており、徒歩での通行は可能。沿線にはJR北海道無線通信所、NTT・北海道開発局の各無線中継所、海上保安庁受信所、千畳敷休憩所、千畳敷砲台跡、牛の背見晴所、展望台、御殿山第2砲台跡がある。北海道より許可を得た沿線施設の関係車両は通行可能となっている。

### 函館山登山道

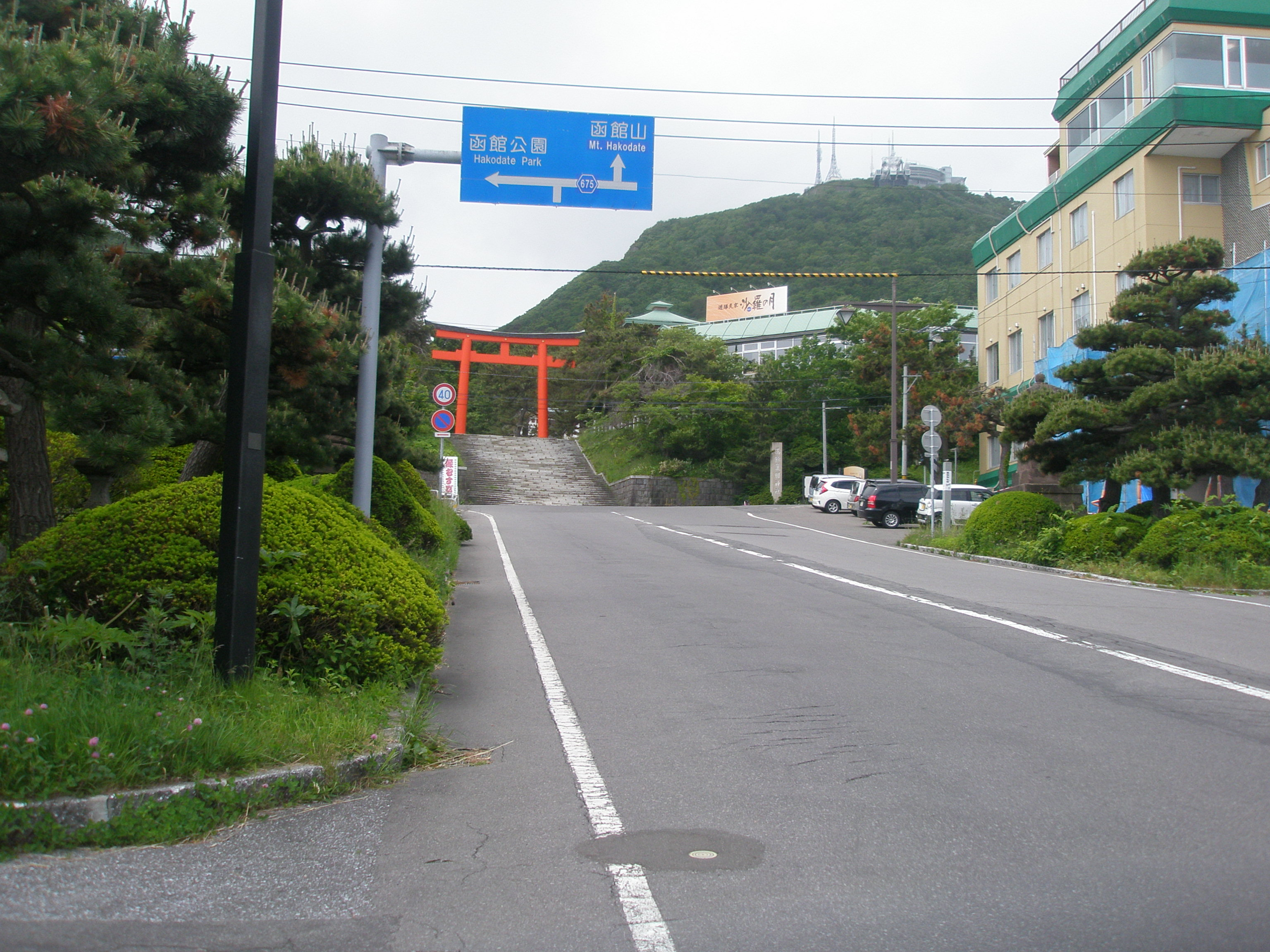
市道日暮し通交点。案内標識でクランク状に経路を示す。

山頂付近の、通称「つつじ山駐車場」にある「ツツジ山ゲート」が一般車両通行可能箇所のうちで最も起点に近い場所である。ここから、函館市青柳町の市道（日暮し通）との交差点までの間が通称「函館山登山道」や「函館山観光道路」と呼ばれる区間になる。このうち市道谷地頭8号線交点から日暮し通との交差点までは1車線の狭隘道路であるために山頂方向のみの一方通行路となっている。そのため山頂から下る車両は市道谷地頭8号線へ右折し函館公園方面に迂回する必要がある。

#### 冬期通行止及び時間帯通行止

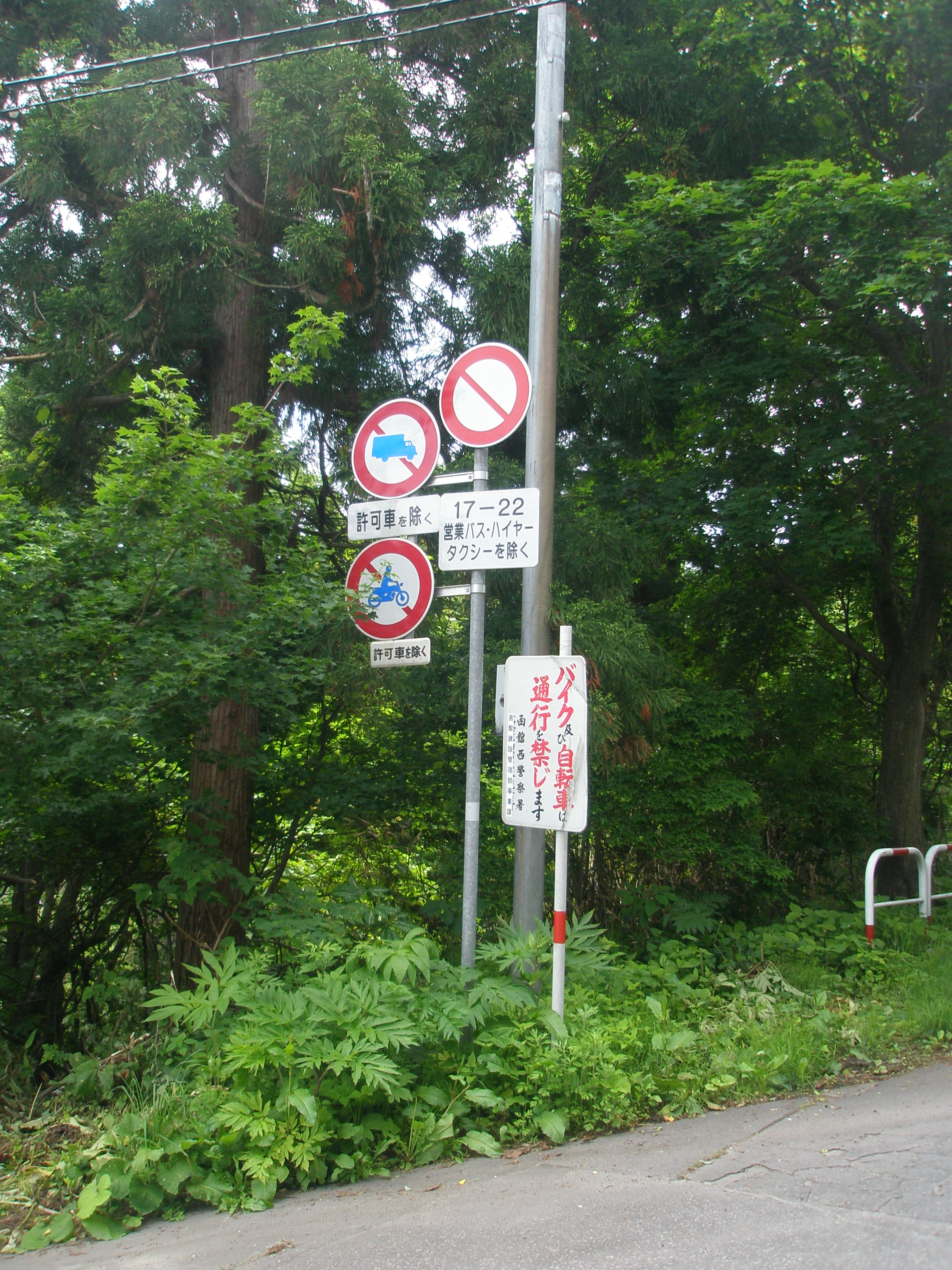
市道谷地頭8号線交点付近の規制標識

- 函館市函館山（ツツジ山ゲート） - 函館市青柳町6-1（登山口ゲート）
区間延長：3.6 km
冬期通行止期間：11月中旬 - 4月下旬
上記期間以外は指定車・許可車を除き夕方 - 夜間の時間帯通行規制

函館山山頂のツツジ山ゲート（つつじ山駐車場）から市道谷地頭8号線交点（登山口ゲート）までの区間は冬期間通行止めとなる。また、大型貨物自動車（許可車を除く）・自動二輪車（許可車を除く）・自転車は終日、一般乗用車（レンタカーを含み、路線バス・観光バス・タクシー・ハイヤーを除く）は4月25日 - 10月15日の17時 - 22時の間、及び10月16日から冬期間通行止めに至るまでの16時 - 21時の間は通ることが出来ない。ただし、例年9月中旬に「秋の函館山サイクルライド」という、登山道を全面交通規制した上で自転車が通行可能となるイベントが行われる事がある。また、2017年開催のツール・ド・北海道では9月10日の第3ステージでゴール地点が函館山山頂となるコースが設定された関係で、許可の上で選手及び競技関係者用競技自転車のみ該当区間が通行可能となっていた。2016年12月11日には、函館山ロープウェイで発生した作業死亡事故の影響で、山頂に取り残された観光客を下山させるため、緊急措置としてタクシーのみ通行出来る措置を取った

### 高田屋通、西部環状線
日暮し通との交差点から高田屋通のグリーンベルト（広幅の中央分離帯道路）にかけてはクランク状に曲がる路線形状となる。
高田屋通を下ると宝来町の函館市電宝来・谷地頭線が通る西部環状線との交差点に至り、左折後は市電と併走して、「十字街」と呼ばれる函館市電十字街停留場及びアクロス十字街付近の交差点に至る。ここまでが北海道道675号立待岬函館停車場線の単独路線である。そこから先は終点（函館駅前）まで国道279号との重複区間となる。

### 重複区間
- 国道279号：函館市末広町（十字街停留場交点） - 函館市若松町（終点）
- 国道338号：函館市末広町（十字街停留場交点） - 函館市若松町（終点）

## 地理

### 通過する自治体
- 渡島総合振興局
  - 函館市

### 交差する道路

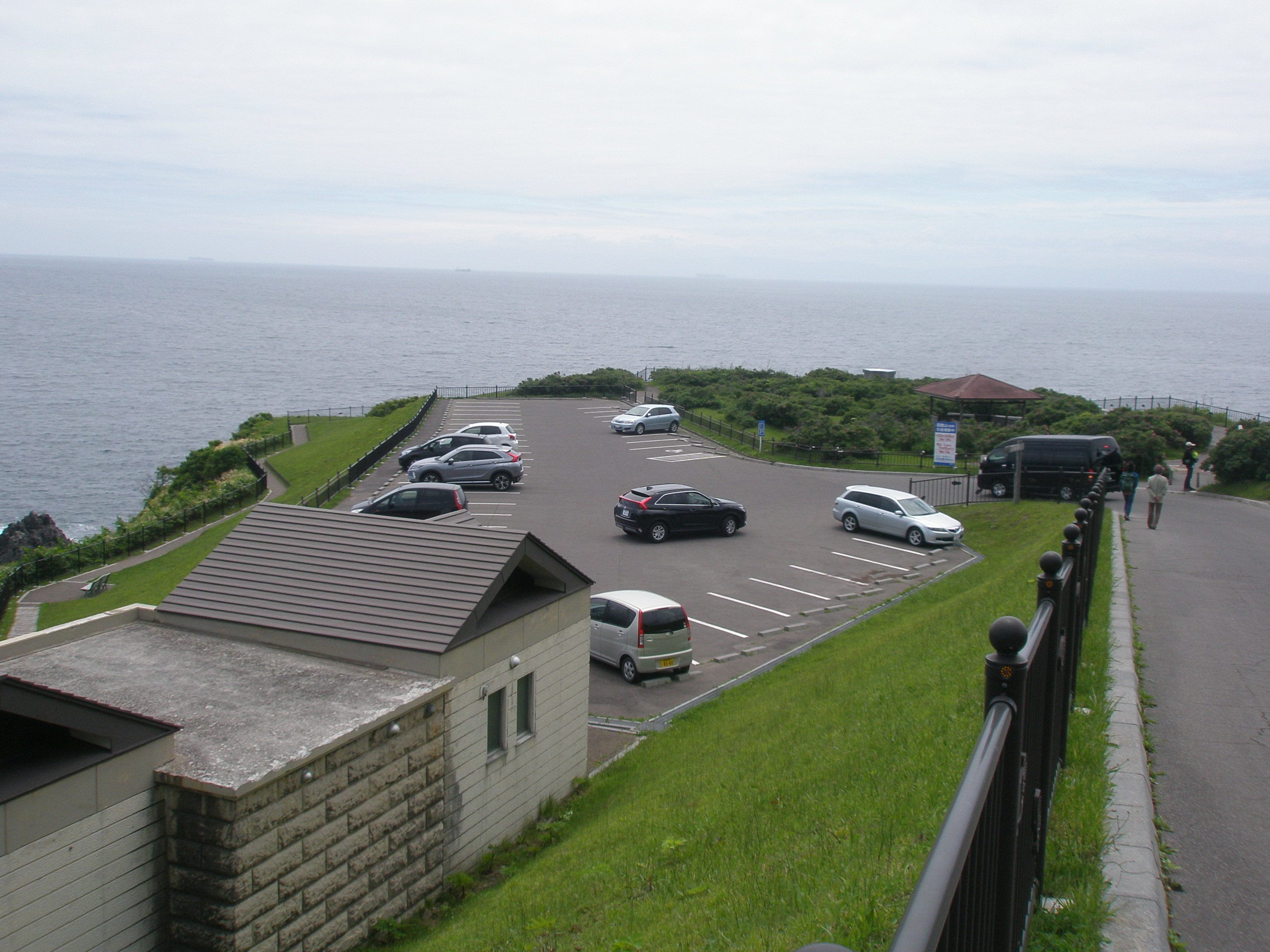
起点付近（立待岬駐車場）

函館市
- 国道279号 - 末広町、若松町（重複）
- 国道338号 - 末広町、若松町（重複）
- 国道5号 - 若松町（終点）
- 国道278号 - 若松町（終点）

### 沿線にある施設など
函館市
- 立待岬
- 函館山
- 函館山ふれあいセンター
- 函館市立青柳中学校 - 青柳町10-7
- 十字街 - 繁華街
- 函館市企業局（アクロス十字街） - 末広町5-14
- 銀座通り - 繁華街
- 大門 - 繁華街
- はこだてキッズプラザ・はこだてみらい館（キラリス函館） - 若松町20-1
- JR北海道 函館本線 函館駅 - 若松町12-13